# Котенко, Константин Валентинович
Константин Валентинович Котенко (род. 22 января 1967 года, пос. Шантобе, Целиноградская область, КазССР, СССР) — организатор здравоохранения, российский учёный-медик, специалист в области восстановительной медицины, действительный государственный советник Российской Федерации 3 класса (2016), академик РАН (2022).

## Биография
Родился 22 января 1967 года в поселке Шантобе Целиноградской области Казахской ССР.
В 1991 году окончил Целиноградский государственный медицинский институт по специальности «лечебное дело».
С 1992 года работал психиатром в наркологическом кабинете медико-санитарной части № 101 г. Лермонтова.
В 2001 году назначен начальником медико-санитарной части № 101 г. Лермонтова. В том же году окончил Кисловодский институт экономики и права по специальности «юриспруденция».
В 2002 году защитил кандидатскую диссертацию «Диагностика и терапия нарушений репродуктивной и сексуальных функций у женщин с функциональной гиперпролактинемией», в 2005 году — докторскую диссертацию («Немедикаментозные технологии восстановительной медицины для профилактики и коррекции нейроэндокринных нарушений при хронических сальпингоофоритах и простатитах»), 18 апреля 2007 года присвоено учёное звание профессора.
В 2003—2005 — депутат Государственной думы Ставропольского края третьего созыва по Пятигорскому избирательному округу № 22.
В 2005 году назначен главным врачом Клинической больница № 6 ФМБА (Москва).
C 2008 года по февраль 2015 года — генеральный директор Федерального медицинского биофизического центра имени А. И. Бурназяна.
С декабря 2015 по ноябрь 2016 года — заместитель управляющего делами Президента Российской Федерации — начальник Главного медицинского управления Управления делами Президента Российской Федерации.
28 октября 2016 года избран членом-корреспондентом РАН.
С декабря 2017 — заведующий кафедрой восстановительной медицины и медбиотехнологий факультета дополнительного профессионального образования Московского государственного медико-стоматологического университета им. А. И. Евдокимова.
С 2019 по 2020 год — заместитель директора по научной работе Национального исследовательского центра «Курчатовский институт».
С марта 2020 года по март 2021 года временно исполнял обязанности директора ФГБНУ «РНЦХ им. академика Б. В. Петровского». В марте 2021 года назначен директором ГНЦ РФ ФГБНУ «РНЦХ им. академика Б. В. Петровского».
2 июня 2022 года избран академиком РАН по Отделению медицинских наук.

## Научная деятельность
Специалист в области восстановительной медицины.
Автор более 300 научных работ, из них 10 монографий, 46 пособий, 10 патентов.
Заведующий кафедрой радиационной медицины, гигиены и радиационной безопасности Института повышения квалификации Федерального медико-биологического агентства.
Автор 118 научных трудов, десяти учебно-методических работ и четырёх монографий.
Под его руководством защищено 12 кандидатских диссертаций.

## Награды
- Орден «За заслуги перед Отечеством» III степени (2024)[6].
- Орден «За заслуги перед Отечеством» IV степени (2014).
- Два Ордена Мужества.
- Орден Почёта (29 июля 2009) — за самоотверженность и высокий профессионализм, проявленные при оказании медицинской помощи пострадавшим в грузино-осетинском конфликте[7].
- Заслуженный врач Российской Федерации (2014)[8].
- Благодарность Президента Российской Федерации (16 июня 2011) — за высокий профессионализм, проявленный при оказании медицинской помощи пострадавшим в чрезвычайных ситуациях[9].
- Почётная грамота Правительства Российской Федерации (3 июля 2023) — за большой вклад в развитие здравоохранения и медицинской науки, многолетнюю плодотворную деятельность[10].
- Лауреат премии Правительства Российской Федерации в области науки и техники (2012).
- Премия Правительства Российской Федерации в области образования 2013 года (12 ноября 2013) — за научно-практическую разработку "Создание образовательной системы обучения сотрудников социально значимых объектов, специалистов, работающих в опасных условиях труда и воздействия вредных производственных факторов, оказанию первой помощи при угрожающих жизни состояниях, травмах, чрезвычайных ситуациях, техногенных, природных катастрофах, террористических актах"[11]
- Лауреат премии «Призвание» в номинации «Специальная премия врачам, участникам боевых действий и ликвидации последствий стихийных бедствий и катастроф»[12].
- Медаль ФСТЭК России «За укрепление государственной системы защиты информации» II степени.
- Медаль ФСТЭК России «За укрепление государственной системы защиты информации» I степени.
- Медаль МЧС России «За содружество во имя спасения».
- Медаль МЧС России «За отличие в ликвидации последствий ЧС».
- Золотой крест ФМБА России.
- Нагрудный знак МЧС России «За заслуги».
- Нагрудный знак «Академик И. В. Курчатов» 4 степени.
- Нагрудный знак «10 лет Центру специального назначения ФСБ России».
- Знак «За вклад в химическое разоружение».
- Памятный знак «50 лет ВПК».